# Jean-François Jalkh

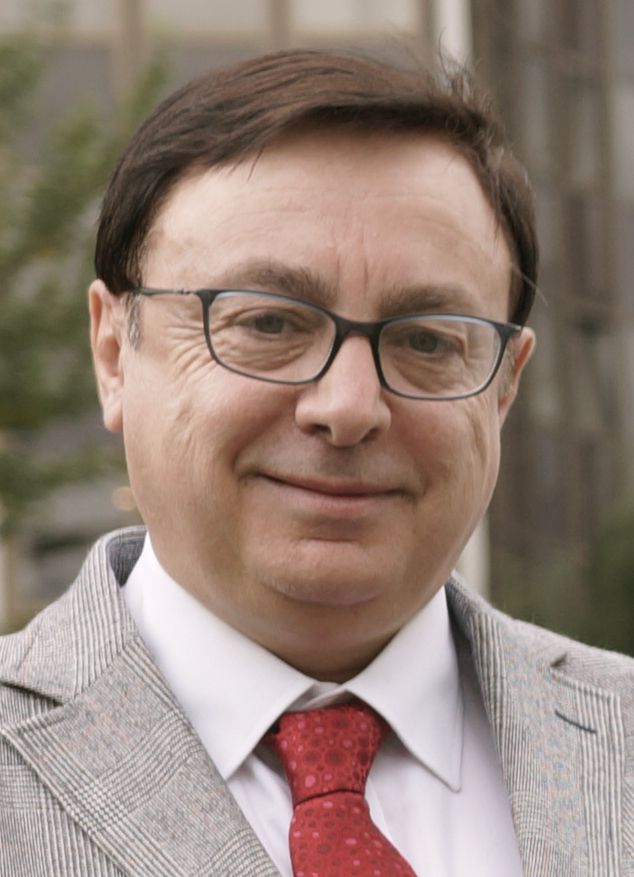
Jean-François Jalkh, 2015

Jean-François Jalkh (* 23. Mai 1957 in Tournan-en-Brie, Département Seine-et-Marne) ist ein französischer Politiker des Front National (FN) bzw. Rassemblement National (RN). Von 2012 bis 2018 war er stellvertretender Vorsitzender der Front National, im April 2017 kurzzeitig ihr Vorsitzender. Er ist seit 2014 Mitglied des Europäischen Parlaments.

## Leben
Jalkhs Familie stammt aus dem Libanon. Er trat 1974 der Front national de la jeunesse, Jugendorganisation des rechtsextremen Front National (FN), bei. Von 1976 bis 1980 absolvierte er ein Studium der Rechtswissenschaften an der Universität Paris II. Von 1984 bis zu seiner Wahl ins Europäische Parlament 2014 war er als Journalist beim National-Hebdo, der Wochenzeitung der FN, tätig.
Von 1986 bis 1988 war Jalkh Abgeordneter in der Nationalversammlung. Von 1989 bis 1995 war er Mitglied des Stadtrats von Melun, von 1995 bis 2001 Mitglied des Stadtrats von Meaux, von 2001 bis 2008 erneut in Melun. Von 1992 bis 2010 gehörte er dem Regionalrat der Region Île-de-France an, von 2010 bis 2015 dem Regionalrat von Lothringen. Von Mai 2010 bis Januar 2011 war er Generalsekretär des FN. Bei der Parlamentswahl 2012 trat er im 2. Wahlkreis des Départements Vosges an und erhielt 17,4 % der Stimmen. Im Juli 2012 wurde Jalkh zum stellvertretenden Parteivorsitzenden des Front National gewählt. 
Bei der Europawahl 2014 wurde er als Vertreter des Wahlkreises Ostfrankreich in das Europäische Parlament gewählt. Dort war er zunächst fraktionslos, ab 2015 Mitglied der Fraktion Europa der Nationen und der Freiheit (ENF). Er war in der Legislaturperiode bis 2019 Mitglied im Ausschuss für Umweltfragen, öffentliche Gesundheit und Lebensmittelsicherheit und Delegierter für die Beziehungen zu Südafrika, ab 2017 zusätzlich Mitglied im Haushaltskontrollausschuss. Jalkh war 2014 Gründungsmitglied der Bewegung für ein Europa der Nationen und der Freiheit (Mouvement pour une Europe des nations et des libertés, MENL), einer europäischen politischen Partei der Rechtsextremen und Rechtspopulisten. Von 2016 bis 2017 war er Vorsitzender der MENL.
Jalkh war vom 25. bis 28. April 2017 kommissarischer Vorsitzender der Partei und vertrat damit vorübergehend Marine Le Pen während ihrer Präsidentschaftskandidatur. Er musste nach nur drei Tagen im Amt wegen negationistischer Kommentare zum Holocaust aus dem Jahr 2000 zurücktreten.
Bei der Europawahl 2019 wurde Jalkh als EU-Abgeordneter bestätigt. Er gehört seither der Fraktion Identität und Demokratie an, ist Mitglied im Haushaltskontrollausschuss und Delegierter für die Beziehungen zur Volksrepublik China. Zudem ist er Schatzmeister der Identität und Demokratie Partei, Nachfolgerin der MENL.

## Werke
- gemeinsam mit Jean-Pierre Stirbois, Dossier immigration, Editions National-Hebdo, 1985
- gemeinsam mit Jean-Yves Le Gallou, Être Français cela se mérite, Paris, Albatros, 1987